# Tidsskriftet Antropologi
Tidsskriftet Antropologi udgives af Antropologforeningen i Danmark og Institut for Antropologi ved Københavns Universitet.
Tidsskriftet er udgivet siden 1977. Indtil 1990 blev det udgivet under navnet Stofskifte, men fra 1990 ændrede det navn til Tidsskriftet Antropologi. Tidsskriftet er et af Nordens førende antropologiske tidsskrifter, og det udkommer med 2 temanumre årligt.
Det er Antropologforeningens formål med tidsskriftet, at det skal afspejle de tendenser, retninger og interesser, som eksisterer inden for den antropologiske forskning, i såvel Danmark som i resten af Norden.

## Eksterne links
- Tidsskriftet Antropologi – officiel website Arkiveret 28. september 2007 hos  Wayback Machine

| Anime eller manga | Spire Denne artikel om medie og kommunikation er en spire som bør udbygges. Du er velkommen til at hjælpe Wikipedia ved at udvide den. |